# خودارایی مولکولی
در علم شیمی و علم مواد، خودآرایی مولکولی فرآیندی است که در آن مولکول‌ها یک آرایش تعریف‌شده را بدون راهنمایی یا مدیریت از منبع خارجی اتخاذ می‌کنند. دو نوع خودآرایی وجود دارد: بین مولکولی و درون مولکولی . معمولاً اصطلاح خودآرایی مولکولی به اولی اشاره دارد، در حالی که دومی معمولاً تاشو نامیده می شود.

تصویربرداری NC-AFM از فرآیند خودآرایی مولکولی مولکول های اسید 2-آمینوترفتالیک روی کلسیت (104).

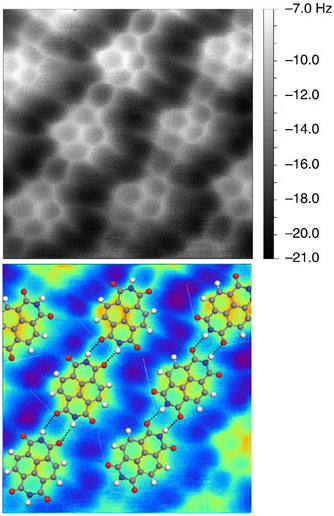
تصویر AFM مولکول‌های نفتالن تترا کربوکسیلیک دی‌یمید روی پیوند هیدروژنی در برهم‌کنش می‌کنند.

## سیستم های فرا مولکولی
خودآرایی مولکولی یک مفهوم کلیدی در شیمی فرا مولکولی است.    این به این دلیل است که تجمع مولکول‌ها در چنین سیستم‌هایی از طریق برهمکنش‌های غیرکووالانسی (مثلاً پیوند هیدروژنی ، هماهنگی فلز، نیروهای آبگریز ، نیروهای واندروالس ، برهم‌کنش‌های انباشته پی ، و/یا الکترواستاتیک) و همچنین برهمکنش‌های الکترومغناطیسی انجام می‌شود. نمونه‌های رایج شامل تشکیل کلوئیدها ، میعانات بیومولکولی ، میسل‌ها ، وزیکول‌ها ، فازهای کریستال مایع و تک‌لایه‌های لانگمویر توسط مولکول‌های سورفکتانت است.  نمونه‌های بیشتری از مجموعه‌های فوق مولکولی نشان می‌دهد که انواع اشکال و اندازه‌های مختلف را می‌توان با استفاده از خودآرایی مولکولی به‌دست آورد. 
خودآرایی مولکولی امکان ساخت توپولوژی های مولکولی چالش برانگیز را فراهم می کند. یک مثال حلقه های Borromean هستند، حلقه های به هم پیوسته که در آن حذف یک حلقه باعث باز شدن هر یک از حلقه های دیگر می شود. DNA برای تهیه یک آنالوگ مولکولی از حلقه های بورومین استفاده شده است.  اخیراً، ساختار مشابهی با استفاده از بلوک های ساختمانی غیر زیستی تهیه شده است. 

## سیستم های زیستی
خودآرایی مولکولی زیربنای ساخت مجموعه های ماکرومولکولی زیستی و میعانات زیست مولکولی در موجودات زنده است، و بنابراین برای عملکرد سلول ها بسیار مهم است. در خودآرایی لیپیدها برای تشکیل غشاء، تشکیل DNA مارپیچ دوگانه از طریق پیوند های هیدروژنی رشته‌های منفرد، و گردهم امدن پروتئین‌ها برای تشکیل ساختارهای چهارتایی به نمایش گذاشته می‌شود. خود ارایی مولکولی پروتئین های تا شده نادرست در الیاف آمیلوئید نامحلول مسئول بیماری های عصبی مرتبط با پریون عفونی است. خودآرایی مولکولی ساختارهای نانومقیاس نقشی قابل توجه در رشد ساختارهای بتا کراتین لاملا / ستا / اسپاتول  ایفا می‌کند که برای دادن توانایی بالا رفتن به دیوارها و چسبیدن به سقف‌ها و برآمدگی‌های صخره به گکوها استفاده می‌شود.  

### مولتیمرهای پروتئینی
هنگامی که چندین نسخه از یک پلی پپتید رمزگذاری شده توسط یک ژن برای تشکیل یک مجموعه، خودآرایی می شوند، این ساختار پروتئینی به عنوان "مولتیمر" نامیده می شود.  به نظر می رسد ژن هایی که پلی پپتیدهای سازنده مولتیمر را رمزگذاری می کنند رایج باشند. هنگامی که یک مولتیمر از پلی پپتیدهای تولید شده توسط دو الل جهش یافته متفاوت از یک ژن خاص تشکیل می شود، مولتیمر مخلوط ممکن است فعالیت عملکردی بیشتری نسبت به مولتیمرهای مخلوط نشده توسط هر یک از جهش یافته ها به صورت تنهایی از خود نشان دهد. در چنین حالتی از این پدیده به عنوان مکمل درون ژنی یاد می شود.  جهل خاطرنشان کرد که وقتی در یک مایع غوطه ور می شود و با مولکول های دیگر مخلوط می شود، نیروهای نوسان بار به نفع ارتباط مولکول های یکسان یعنی نزدیک ترین همسایگان است. 

## نانوتکنولوژی
خودآرایی مولکولی یک جنبه مهم از رویکردهای پایین به بالا در فناوری نانو است. با استفاده از خودآرایی مولکولی، ساختار نهایی (مطلوب) در شکل و گروه های عملکردی مولکول ها برنامه ریزی می شود. خود ارایی به عنوان یک تکنیک تولید «از پایین به بالا» نامیده می شود، در مقابل تکنیک «بالا به پایین» مانند لیتوگرافی که در آن ساختار نهایی مورد نظر از یک بلوک بزرگتر از ماده حک شده است. در دیدگاه گمانه‌زنی نانوتکنولوژی مولکولی ، ریزتراشه‌های آینده ممکن است با خودآرایی مولکولی ساخته شوند. مزیت ساخت نانوساختار با استفاده از خودآرایی مولکولی برای مواد زیستی این است که آنها دوباره به مولکول‌های منفرد تجزیه می‌شوند که می‌توانند توسط بدن تجزیه شوند.

## نانوتکنولوژی DNA
نانوتکنولوژی DNA حوزه ای از تحقیقات در جریان است که از رویکرد خودآرایی از پایین به بالا برای اهداف فناوری نانو استفاده می کند. نانوتکنولوژی DNA از ویژگی‌های منحصربه‌فرد شناسایی مولکولی DNA و سایر اسیدهای نوکلئیک برای ایجاد ساختمان های DNA شاخه‌دار خودآرا با خواص مفید استفاده می‌کند.  بنابراین DNA به‌عنوان یک ماده ساختاری و نه به‌عنوان حامل اطلاعات زیستی، برای ساختن ساختارهایی مانند شبکه‌های پیچیده دو بعدی و سه بعدی (هم بر پایه کاشی و هم با استفاده از روش « دی‌ان‌ای اوریگامی ») و ساختارهای سه‌بعدی در اشکال چند وجهی  به کار برده میشوند.  این ساختارهای DNA همچنین به عنوان الگو در گرئهم امدن مولکول های دیگر مانند نانوذرات طلا  و پروتئین های استرپتاویدین استفاده شده اند. 

## تک لایه های دو بعدی
مونتاژ خود به خودی یک لایه از مولکول ها در سطح مشترک معمولاً به عنوان خودآرایی دو بعدی شناخته می شود. یکی از نمونه‌های متداول این مجموعه‌ها، تک لایه‌های لانگمویر-بلاجت و چند لایه سورفکتانت‌ها هستند. مولکول های فعال غیر سطحی نیز می توانند در ساختارهای منظم جمع شوند. شواهد مستقیم اولیه که نشان می‌دهد مولکول‌های فعال غیر سطحی می‌توانند در معماری‌های درجه بالاتر در رابط‌های جامد جمع شوند، با توسعه میکروسکوپ تونل زنی روبشی و مدت کوتاهی پس از آن به دست آمدند.  در نهایت دو استراتژی برای خودآرایی معماری‌های دوبعدی رایج شد، یعنی خودآرایی پس از رسوب‌گذاری با خلاء فوق‌العاده بالا و بازپخت و خوداراییژ در رابط جامد-مایع.  طراحی مولکول‌ها و شرایطی که منجر به شکل‌گیری معماری‌های بسیار کریستالی می‌شود، امروزه شکلی از مهندسی کریستال دوبعدی در مقیاس نانوسکوپی در نظر گرفته می‌شود.

## همچنین ببینید
- نظریه مونتاژ
- فولدامر
- یخ نه
- مجموعه ماکرومولکولی
- خود مونتاژ نانوذرات
- مجموعه فوق مولکولی

## مراجع
1. ↑   (Thesis). {{cite thesis}}: Missing or empty |title= (help)
2. ↑  Sweetman, A. M.; Jarvis, S. P.; Sang, Hongqian; Lekkas, I.; Rahe, P.; Wang, Yu; Wang, Jianbo; Champness, N.R.; Kantorovich, L. (2014). "Mapping the force field of a hydrogen-bonded assembly". Nature Communications. 5: 3931. Bibcode:2014NatCo...5.3931S. doi:10.1038/ncomms4931. PMC 4050271. PMID 24875276.
3. ↑  Hapala, Prokop; Kichin, Georgy; Wagner, Christian; Tautz, F. Stefan; Temirov, Ruslan; Jelínek, Pavel (2014-08-19). "Mechanism of high-resolution STM/AFM imaging with functionalized tips". Physical Review B. 90 (8): 085421. arXiv:1406.3562. Bibcode:2014PhRvB..90h5421H. doi:10.1103/PhysRevB.90.085421.
4. ↑  Hämäläinen, Sampsa K.; van der Heijden, Nadine; van der Lit, Joost; den Hartog, Stephan; Liljeroth, Peter; Swart, Ingmar (2014-10-31). "Intermolecular Contrast in Atomic Force Microscopy Images without Intermolecular Bonds". Physical Review Letters. 113 (18): 186102. arXiv:1410.1933. Bibcode:2014PhRvL.113r6102H. doi:10.1103/PhysRevLett.113.186102. PMID 25396382.
5. ↑  Lehn, J.-M. (1988). "Perspectives in Supramolecular Chemistry-From Molecular Recognition towards Molecular Information Processing and Self-Organization". Angew. Chem. Int. Ed. Engl. 27 (11): 89–121. doi:10.1002/anie.198800891.
6. ↑  Lehn, J.-M. (1990). "Supramolecular Chemistry-Scope and Perspectives: Molecules, Supermolecules, and Molecular Devices (Nobel Lecture)". Angew. Chem. Int. Ed. Engl. 29 (11): 1304–1319. doi:10.1002/anie.199013041.
7. ↑   {{cite book}}: Empty citation (help)
8. ↑   {{cite book}}: Empty citation (help)
9. ↑  Ariga, Katsuhiko; Hill, Jonathan P; Lee, Michael V; Vinu, Ajayan; Charvet, Richard; Acharya, Somobrata (2008). "Challenges and breakthroughs in recent research on self-assembly". Science and Technology of Advanced Materials. 9 (1): 014109. Bibcode:2008STAdM...9a4109A. doi:10.1088/1468-6996/9/1/014109. PMC 5099804. PMID 27877935.
10. ↑  Mao, C; Sun, W; Seeman, N. C. (1997). "Assembly of Borromean rings from DNA". Nature. 386 (6621): 137–138. Bibcode:1997Natur.386..137M. doi:10.1038/386137b0. PMID 9062186.
11. ↑  Chichak, K. S.; Cantrill, S. J.; Pease, A. R.; Chiu, S. H.; Cave, G. W.; Atwood, J. L.; Stoddart, J. F. (2004). "Molecular Borromean Rings" (PDF). Science. 304 (5675): 1308–1312. Bibcode:2004Sci...304.1308C. doi:10.1126/science.1096914. PMID 15166376.
12. ↑  Min, Younjin (2008). "The role of interparticle and external forces in nanoparticle assembly". Nature Materials. 7 (7): 527–38. Bibcode:2008NatMa...7..527M. doi:10.1038/nmat2206. PMID 18574482. {{cite journal}}: Unknown parameter |displayauthors= ignored (|display-authors= suggested) (help)
13. ↑  Santos, Daniel; Spenko, Matthew; Parness, Aaron; Kim, Sangbae; Cutkosky, Mark (2007). "Directional adhesion for climbing: theoretical and practical considerations". Journal of Adhesion Science and Technology. 21 (12–13): 1317–1341. doi:10.1163/156856107782328399. Gecko "feet and toes are a hierarchical system of complex structures consisting of lamellae, setae, and spatulae. The distinguishing characteristics of the gecko adhesion system have been described [as] (1) anisotropic attachment, (2) high pulloff force to preload ratio, (3) low detachment force, (4) material independence, (5) self-cleaning, (6) anti-self sticking and (7) non-sticky default state. ... The gecko’s adhesive structures are made from ß-keratin (modulus of elasticity [approx.] 2 GPa). Such a stiff material is not inherently sticky; however, because of the gecko adhesive’s hierarchical nature and extremely small distal features (spatulae are [approx.] 200 nm in size), the gecko’s foot is able to intimately conform to the surface and generate significant attraction using van der Waals forces.
14. ↑  Crick FH, Orgel LE. The theory of inter-allelic complementation. J Mol Biol. 1964 Jan;8:161-5. doi: 10.1016/s0022-2836(64)80156-x. PMID 14149958
15. ↑  Bernstein H, Edgar RS, Denhardt GH. Intragenic complementation among temperature sensitive mutants of bacteriophage T4D. Genetics. 1965;51(6):987-1002.
16. ↑  H. Jehle (1963), "Intermolecular forces and biological specificity", Proc Natl Acad Sci USA, 50 (3): 516–524, Bibcode:1963PNAS...50..516J, doi:10.1073/pnas.50.3.516, PMC 221211, PMID 16578546
17. ↑  Seeman, N. C. (2003). "DNA in a material world". Nature. 421 (6921): 427–431. Bibcode:2003Natur.421..427S. doi:10.1038/nature01406. PMID 12540916.
18. ↑  Chen, J.; Seeman, N. C. (1991). "Synthesis from DNA of a molecule with the connectivity of a cube". Nature. 350 (6319): 631–633. Bibcode:1991Natur.350..631C. doi:10.1038/350631a0. PMID 2017259.
19. ↑  Mirkin, C. A.; Letsinger, R. L.; Mucic, R. C.; Storhoff, J. J. (1996). "A DNA-based method for rationally assembling nanoparticles into macroscopic materials". Nature. 382 (6592): 607–609. Bibcode:1996Natur.382..607M. doi:10.1038/382607a0. PMID 8757129.
20. ↑  Yan, H; Park, S. H.; Finkelstein, G; Reif, J. H.; Labean, T. H. (2003). "DNA-Templated Self-Assembly of Protein Arrays and Highly Conductive Nanowires". Science. 301 (5641): 1882–1884. Bibcode:2003Sci...301.1882Y. doi:10.1126/science.1089389. PMID 14512621.
21. ↑  Foster, J. S.; Frommer, J. E. (1988). "Imaging of liquid crystals using a tunnelling microscope". Nature. 333 (6173): 542–545. Bibcode:1988Natur.333..542F. doi:10.1038/333542a0.
22. ↑  Rabe, J.P.; Buchholz, S. (1991). "Commensurability and Mobility in Two-Dimensional Molecular Patterns on Graphite". Science. 253 (5018): 424–427. Bibcode:1991Sci...253..424R. doi:10.1126/science.253.5018.424. JSTOR 2878886. PMID 17746397.